# Haworthia blackburniae
Haworthia blackburniae är en grästrädsväxtart som beskrevs av Winsome Fanny 'Buddy' Barker. Haworthia blackburniae ingår i släktet Haworthia och familjen grästrädsväxter.

## Underarter
Arten delas in i följande underarter:
- H. b. blackburniae
- H. b. derustensis
- H. b. graminifolia

## Bildgalleri

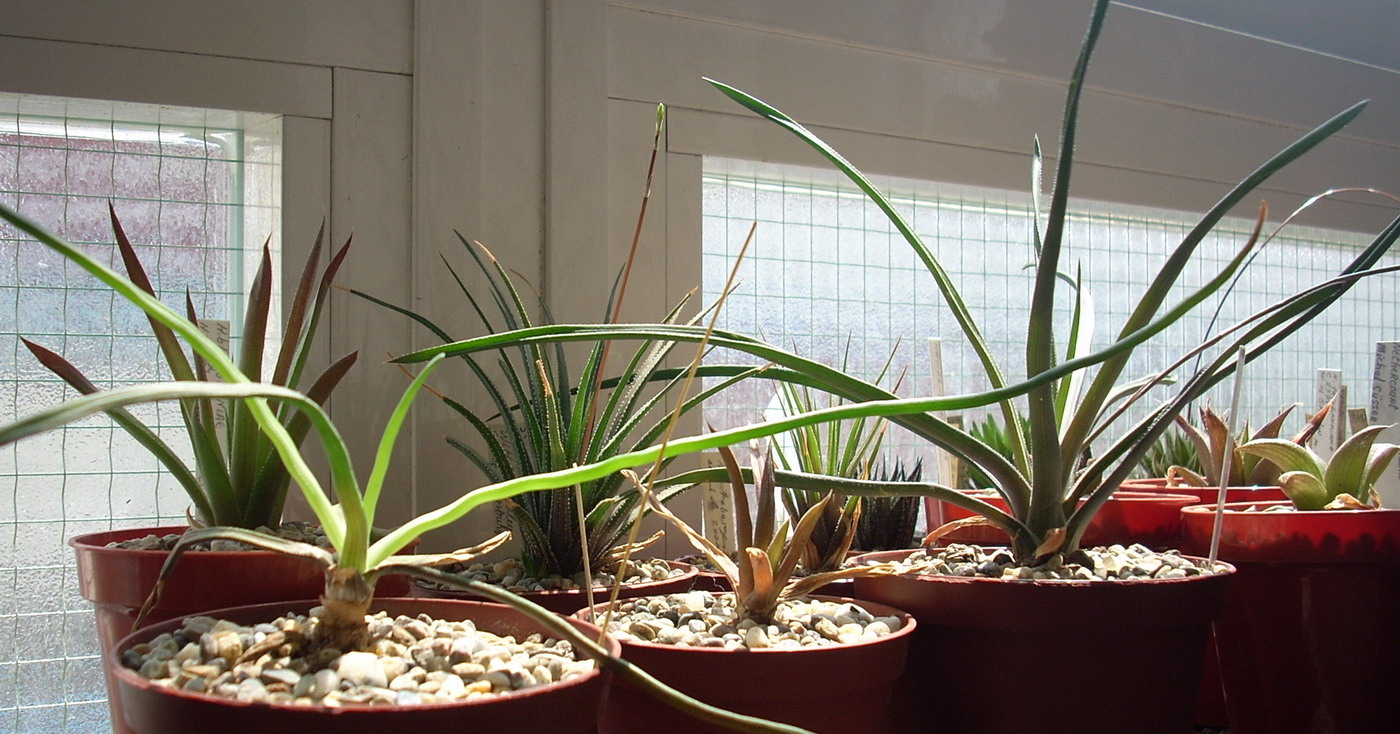